# Disavventure di Sileno

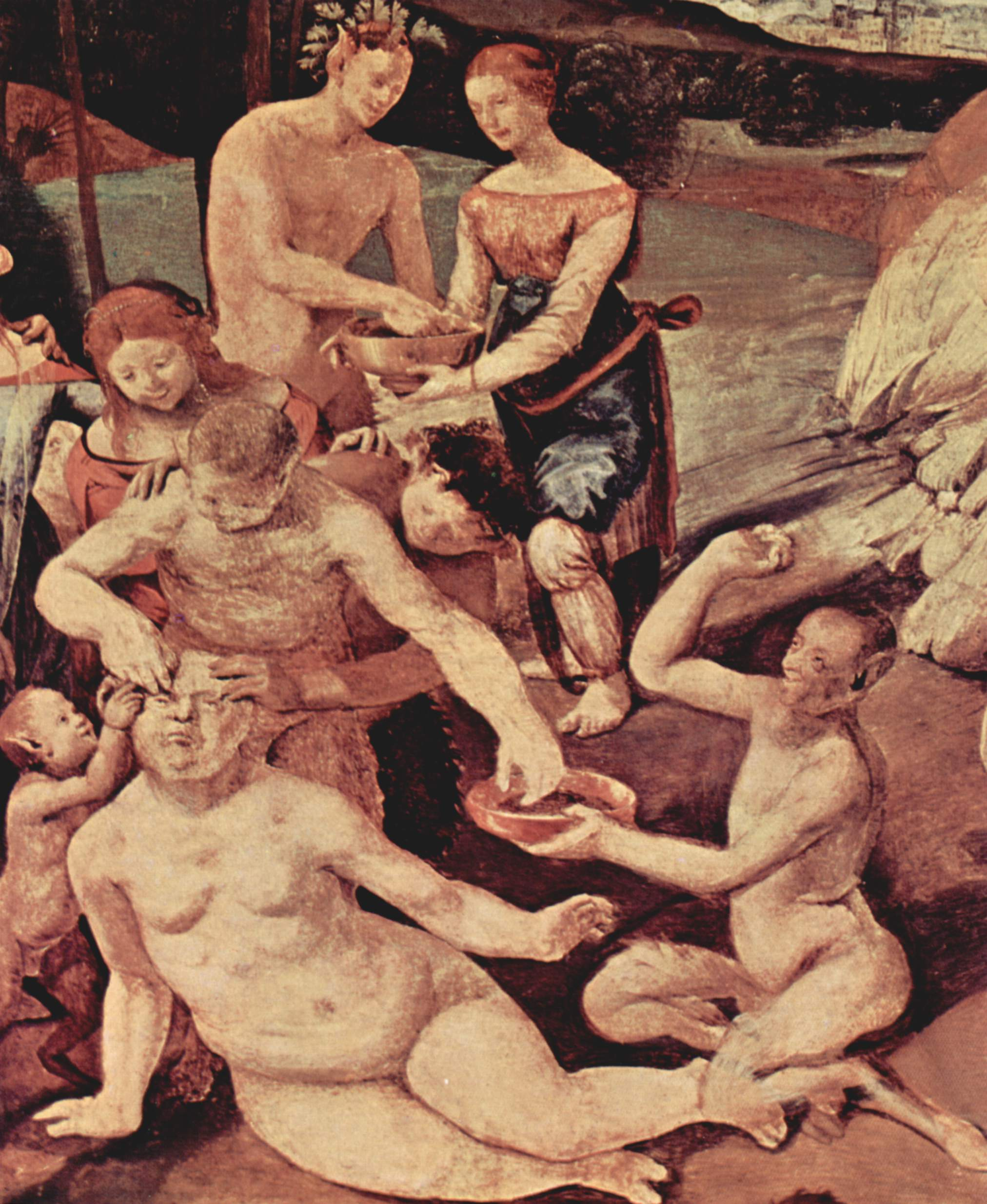
Dettaglio

La Disavventure di Sileno è un dipinto a olio su tavola (76,2x126,55 cm) di Piero di Cosimo, databile al 1505-1510 circa e conservato nel Fogg Art Museum di Cambridge (Massachusetts).

## Storia
L'opera fa coppia con le Scoperta del miele, e venne probabilmente vista da Vasari in casa di Giovanni Vespucci, che parlò di alcune «storie baccanarie».
La descrizione del soggetto risale a Panofsky, che nel 1939 trovò la fonte nei Fasti di Ovidio (III, 735-760). Come nell Storie di Vulcano dello stesso artista torna il tema di una divinità portatrice di civiltà tra gli uomini. Dal 1940 si trova nel museo americano.

## Descrizione e stile
La scena è composta attorno a un nodoso albero secco, come nell'altra scena della serie e mostra le disavventure di Sileno, che nell'altra scena stava arrivando a cavalcioni di un asino. La caduta da un cervo per colpa dell'ebbrezza, al centro, lo ferisce agli occhi, dandogli però il dono della preveggenza (a sinistra).
A destra si vede il dio rurale che non riesce più ad alzarsi, mentre alcuni satiri e menadi cercano di sollevarlo in ogni modo: tirandolo per le braccia o facendo leva con un'asse. Numerosi sono i riferimenti giocosi e comici, dai putti festosi ai fanciulli che inscenano giochi, fino all'itifallo del dio al centro del dipinto.